# Tesoro degli Llanganatis
Il tesoro degli Llanganatis sarebbe un enorme ammontare di oro lavorato ed altri tesori che si crede essere stato nascosto all'interno della catena montuosa degli Llanganatis in Ecuador dal generale Inca Rumiñahui.

## Storia
Nel 1532 Francisco Pizarro fondò la città di San Miguel de Piura, iniziando così la conquista dell'impero Inca. In seguito, sempre nello stesso anno, catturò l'imperatore Inca Atahualpa a Cajamarca. Atahualpa, capito che gli spagnoli amavano l'oro sopra ogni cosa, promise loro di riempire d'oro una stanza in cambio della libertà. Pizarro accettò lo scambio, nonostante non avesse intenzione di liberare Atahualpa. Prima di riuscire a riempire la stanza d'oro, Atahualpa perse la fiducia di Pizarro e di molti dei restanti guerrieri inca, venendo garrotato il 26 luglio 1533.
Secondo una versione della leggenda il generale inca Rumiñahui si stava portando a Cajamarca con circa 750 tonnellate d'oro lavorato per pagare il riscatto, quando seppe che Atahualpa era stato ucciso. Molti studiosi credono che si tratti di una stima nettamente esagerata. La sola citazione di una tale quantità d'oro viene dal soldato spagnolo Pedro Cieza de Leon, che la quantifica in '300 cargas'. Una carga è quanto un singolo uomo può trasportare per lunghe distanze, e si stima che non fosse più di 22,5 chili, il che porterebbe il totale massimo a sette tonnellate.
Secondo la leggenda tornò a Quito (che ai tempi era il territorio dell'attuale Ecuador), portò il tesoro sugli Llanganatis buttandolo in un lago. Rumiñahui continuò a combattere gli spagnoli, finché non fu catturato e torturato, senza però rivelare mai il luogo in cui aveva messo l'oro.
Molti hanno cercato il tesoro nel corso degli ultimi 500 anni, e molti hanno fatto una brutta fine, il che ha iniziato a far girare la voce di una maledizione che lo proteggerebbe. La leggenda è stata rispolverata nel mondo di lingua anglosassone quando il botanico Richard Spruce scoprì una mappa disegnata da un ecuadoriano di nome Don Atanasio Guzman, pubblicando la storia nel Journal of Royal Geographical Society nel 1860.
Molti credono che il tesoro sia stato trovato e portato via alla fine del XVIII secolo da Antonio Pastor y Marin de Segura, nonostante nessuno l'abbia mai provato.